# Abaltzisketa
Abaltzisketa település Spanyolországban, Gipuzkoa tartományban. Abaltzisketa Amezketa, Gaintza és Orendain községekkel határos. Lakosainak száma 319 fő (2024).

## Népesség
A település lakosságának változását az alábbi diagram mutatja:
| Lakosok száma | 262  | 280  | 295  | 316  | 321  | 329  | 324  | 333  | 312  | 319  |
|               | 2001 | 2004 | 2006 | 2009 | 2011 | 2014 | 2016 | 2019 | 2021 | 2024 |